# عاشقتم، بث کوپر (فیلم)
عاشقتم، بث کوپر (به انگلیسی: I Love You, Beth Cooper) یک فیلم تینیجری کمدی رمانتیک آمریکایی به کارگردانی کریس کلمبوس و با بازی هیدن پنیتیر و پل روست است که در سال ۲۰۰۹ منتشر شد. این فیلم بر اساس رمانی به همین نام از لری دویل ساخته شده‌است.

## خلاصه داستان
در روز فارغ‌التحصیلی دانش‌آموزان دبیرستان بوفالو گلن، دنیس کوورمن، شاگرد اول مدرسه در حضور همه، عشقش را به کراش طولانی‌مدت خود، دختری زیبا به نام بث کوپر در سخنرانی‌اش ابراز می‌کند و در عین حال دوست پسر بث به نام کوین و تعدادی از بچه‌های مدرسه را مورد تمسخر قرار می‌دهد. این کار به شدت کوین را که یک جوان ارتشی است عصبانی می‌کند و او تصمیم می‌گیرد یک گوشمالی حسابی به دنیس بدهد.

## بازیگران
- هیدن پنیتیر در نقش بث کوپر
- پل راست در نقش دنیس کوورمن
- جک کارپنتر در نقش ریچ مونش
- لورن لندن در نقش کمی
- لورن استورم در نقش تریس
- شان رابرتس در نقش کوین
- آلن راک در نقش آقای C
- سینتیا استیونسون در نقش خانم C
- جرد کیسو در نقش داستین
- براندان پنی در نقش شان
- ماری اوجروپولوس در نقش ولی وولی
- جاش ایمرز در نقش گِرِگ